# 德国国防军在二战中的惩戒部队
第二次世界大战期间，德意志國防軍各部队基本上都有由囚犯组成的惩戒部队（Strafbattalion）。这些部队的人员由平民囚犯以及士兵囚犯组成，总的来说装备低劣，并经常执行危险的高伤亡率任务。这些惩戒部队受德国宪兵部队（Feldgendarmerie）管理。
到了1943年，战局已开始不利于纳粹德国。由于军队损失巨大加上需要维持军纪，國防軍最高統帥部下令，接下来的惩戒部队应由几千名被关押在军事监狱里的国防军军事囚犯组成。这些受宪兵控制的惩戒部队被用于为納粹德國陸軍执行危险的任务（有时基本上就是自杀式任务），比如清理地雷、执行高难度进攻任务以及防守被大量敌人围攻的地点。惩戒部队同时还被要求在前线地区进行重体力劳动，修建并修复军事基础设施以及防御工事。
在上述任务中存活下来的士兵会被认为是“适合战斗”的人员，并被赋予成为一名作战士兵的“权利”回到战场。尽管惩戒部队主要被用在东线上，但在1944年12月德军在西线上最后一次主要攻势中也有惩戒部队被派往阿登。

## 组建
惩戒部队由二战前纳粹德国的“特别部门”（Sonderabteilungen）演变而来。最初，纳粹的政策是通过清除军队中的「潜在的惹是生非者」以及「破坏性因素」来重建武装部队。但在1935年5月21日，阿道夫·希特勒宣布在新的纳粹德国国防法案下，任何被认为“由于存在颠覆性行为而不适合军事服役”的应征者都会被逮捕。另外，那些被认为不服从军纪但却“仍有服役价值”的士兵则会被派往“特别部门”。
特别部门的设立意图是改变士兵对国家和国家政策的态度，同时逐步深化他们的责任感、荣誉感以及目的性。为达到自己的目的，特别部门制订了严厉的纪律和惩罚制度，设置了大量思想灌输项目，同时限制人员请假回家。遵从管束的士兵最终会被转移回常规部队。而那些继续不服从纪律或是抵制军事服役的士兵就会被送往萨克森豪森集中营。二战之前，纳粹德国的国防军中有9个这样的特别部门。据估计，共有3000-6000名国防军人员通过了特别部门的改造，另外还有320个“屡教不改的害虫”被送往集中营。
1939年，随着波蘭戰役的爆发，特别部门遭到解散。取而代之的是受宪兵管辖的特别野战营（Feld-Sonder Battalion）。但是随着战争的继续，德国对兵员的需求越来越大，國防軍最高統帥部命令军事法庭将被关押的国防军成员以及“颠覆分子”派往前线，组成“缓刑营”（Bewahrungsbataillone）。

## 第500缓刑营Bewahrungsbataillone 500
1940年12月，一份秘密元首令授意组建第500缓刑营。命令中称，任何初次违反军法的士兵在“一个缓刑性质的特别部队中与敌人作战”一段时间后就可以返回原先的部队。但是，德国监狱系统中那些屡次犯罪的罪犯以及顽固分子则不能加入这类部队。从1941年4月开始，那些缓刑部队中有罪的士兵（即便是被判死刑的士兵）只要表现出过人的勇气或是服役优秀，便被允许回到原部队。但是，这些缓刑部队在前线承担的多是极度危险的任务，相当于是给予被定罪的士兵在原判决的基础上的一次机会。而拒绝加入缓刑部队的人则会被打上“罪犯”的标签并被投入位于下萨克森埃姆斯兰县条件严酷的高沼地劳动营（moorland labor camps）。对于犯了军法的士兵来说，他们已经失去了荣誉和公民权，而加入缓刑部队则是一种很大的优惠。他们唯一能重新取得自身权利的方式就是加入第500缓刑营。
二战期间，有超过27000名士兵在缓刑部队中进行过缓刑服役，他们受到由被选中的军官、士官以及其他军事人员所组成的团体的监督和指挥。尽管这些部队的战损率很高，但一旦能活着离开部队就能赢回自身权利的希望则让惩戒营的士兵们战斗士气颇高。东线战场上，由惩戒营发起的主要行动包括在乌克兰卡緬卡的行动以及在列宁格勒附近的Gruzino和Sinyavino的行动。

## 第999缓刑部队Bewahrungstruppe 999
1942年10月，由平民罪犯和被定性为“不适合军事服役”的囚犯所组成的第999非洲军团轻步兵师（999th Light Afrika Division）正式成立。这些人员被鼓励志愿加入部队，给他们的承诺是如果在战斗中表现出非凡的勇气，那么他们的一切过往罪行都会被一笔勾销。而如果拒绝加入缓刑部队，他们将一直待在狱中且无权假释，也有可能被直接送进集中营。
第999师的28000名兵员中的三分之一都是来自鲍姆霍尔德和Heuberg的政治犯。第999非洲军团轻步兵师起初在北非作战，之后转战苏联。该师的一些部队也被派遣到希腊充当守卫部队，或是在巴尔干半岛打击當地的游击队。但是有几百名该部队士兵叛逃至同盟国一边。1944年9月，999师的一些士兵（包括Falk Harnack和Gerhard Reinhardt）加入了希腊人民解放军，与他们一同参与到武装抵抗之中。

## 最后的岁月
在战争的最后几年里，国防军各部队中都有特别组成的军警（即Feldjagerkorps）来维持秩序。这些军警由获得过战斗荣誉的军官和士官组成，比其他所有宪兵（Feldgendarmerie）的级别都要高，他们拥有直接来自国防军最高统帅部的权力，并有权维持包括党卫军在內的一切德国武装部队的纪律。Feldjagerkorps还有权在战区不经审判立即处决任何违反军法的军官或士兵。到了1944年9月，所有在战地审判中被判死刑缓期执行的士兵都会被直接送到惩戒部队，直到1945年5月战争结束，惩戒部队的人员数量一直在快速上升。

## 在流行文化中
丹麦作家Sven Hassel在他的关于国防军和东线的多部小说中均使用过“惩戒部队”（Strafbataillon）一词。
傑克·希金斯所写的小说猛鷹突擊兵團中，奉命刺杀英国首相温斯顿·丘吉尔的虚构的德国伞兵部队也是由国防军惩戒部队中的士兵组成的。
德国迷你剧《我们的父辈》中，一名从国防军中逃跑的角色被判处到第500缓刑营服役。